# Поггенполь, Юрий Николаевич
Юрий (Георгий) Николаевич Поггенполь (нем. Georg Poggenpohl; 1825—1891) — русский путешественник, чиновник Главного управления почт и телеграфов; тайный советник в отставке.

## Биография
Родился 17 (29) ноября 1825 года (в 1827 году — по данным «Русского биографического словаря») в дворянской семье. Отец — Николай Васильевич фон Поггенполь (1796—1837), мать — Софья Егоровна (1798—1897).
В 1845 году окончил Александровский лицей и 26 февраля 1846 года поступил на службу в ведомство Министерства иностранных дел. Однако вскоре отправился путешествовать, а в 1850 году и вовсе оставил службу, отправившись в кругосветное путешествие. Оно длилось восемнадцать лет и было похоже скорее на целый ряд путешествий. Во многих странах Поггенполь останавливался иногда подолгу, изучая быт, нравы, обычаи населения и особенное внимание обращая на развитие местных почтовых и телеграфных учреждений. Особенно долго он прожил в Австралии и Калифорнии. Во всё это время он не прерывал связей с Европой, сотрудничая в некоторых периодических изданиях, в числе которых была брюссельская газета «Le Nord». 
В 1868 году он вернулся в Россию и 22 августа вновь поступил на службу — начальником отделения Почтового департамента Министерства внутренних дел. Хорошо знакомый с постановкой почтово-телеграфного дела, он принял очень деятельное участие в работах по преобразованию Почтового департамента в Главное Управление почт и телеграфов, в котором занял место делопроизводителя. Как один из наиболее выдающихся и знающих чиновников почтового ведомства, получивший при этом отличное образование и свободно говоривший на многих европейских языках, он постоянно командировался, в качестве делегата от России, на международные почтовые конгрессы: в 1874 году он был командирован в Берн, спустя четыре года в Париж; в 1885 году принимал участие и в Лиссабонском конгрессе. Был произведён 1 апреля 1879 года в чин действительного статского советника.
В конце 1880 года был командирован в Европу для изучения действий почтово-телеграфных сберегательных касс. Он побывал в Германии, Франции, Бельгии, везде тщательно изучая постановку этого дела. Вернувшись в Петербург и сообщив о результатах своей поездки, он деятельно начал хлопотать о возможно более скорой организации подобных касс в Российской империи. Однако, плохое состояние здоровья заставило его в 1891 году подать прошение об отставке. Произведённый, за отличие по службе, в тайные советники, он после продолжительной и тяжёлой болезни скончался 4 (16) ноября 1891 года. Был похоронен на Смоленском православном кладбище.
Все знавшие его отзывались о нём, как о человеке редкого ума и доброй души; он много помогал бедным, состоя членом в нескольких благотворительных обществах.

## Семья
Женился 9 ноября 1847 года на Наталье Алексеевне Вердеревской (1829—1885) — дочери Евграфа Алексеевича Вердеревского (1804—1867?), сестре Евграфа Алексеевича Вердеревского. 
После смерти супруги женился второй раз — 11 января 1887 года на Жозефине Дюфурнель (Josephine Dufournel; 1840—?).
Его дети:
- Варвара Георгиевна (1848—?)
- Михаил Юрьевич (1849—1915)